# Pabellón Polideportivo Pisuerga
Il Pabellón Polideportivo Pisuerga è un palazzetto al coperto multiuso, situato nella città spagnola di Valladolid. È di proprietà municipale e fu costruito nel 1985 per ospitare il Campionato del Mondo di Ginnastica. Può ospitare fino a 6 300 spettatori. È situato in Plaza de México s/n.
Normalmente è utilizzato come sede delle partite della principale squadra di pallacanestro della città, il Club Baloncesto Valladolid. Inoltre ospita, per l'occasione, le partite del Balonmano Valladolid. Qui si sono disputate due finali di Copa del Rey di pallacanestro oltre ad un torneo di tennis che ha visto partecipare i migliori atleti del panorama nazionale.
La vita di tale palazzetto è destinata ad essere breve, in quanto una normativa della Liga ACB stabilisce che le capienze nella massima categoria non devono essere inferiori a 8 000. Per questa ragione, le partite del CB Valladolid a breve si disputeranno nell'erigenda Valladolid Arena, che avrà una capacità di 12 000 posti a sedere.